# Харнай
Харна́й (урду ہرنائی‎, пушту هرنای‎) — город в центральной части Пакистана, в провинции Белуджистан. Административный центр одноимённого округа.

## География
Город находится в северной части Белуджистана, в гористой местности, на высоте 875 метров над уровнем моря.
Харнай расположен на расстоянии приблизительно 87 километров к востоку от Кветты, административного центра провинции и на расстоянии 610 километров к юго-западу от Исламабада, столицы страны. Летом температура воздуха может подниматься до 48˚C, а в зимний период опускаться до −2˚C.

Ближайший гражданский аэропорт находится в городе Сиби.

## Население
По данным переписи, на 1998 год население составляло 9 349 человек; в национальном составе преобладают пуштуны (90 %) и белуджи (10 %).